# Appendicula torta
Appendicula torta es una especie  de orquídeas, de la tribu Podochileae de la subfamilia (Epidendroideae).

## Descripción
Es una orquídea de tamaño pequeño, con hábitos de epífita y con tallos con  frecuencia ramificados que llevan muchas hojas oblongas, de forma desigual bilobuladas apicalmente, juntas y  basales. Florece a finales del invierno y principios de la primavera y el verano y el otoño temprano en una inflorescencia terminal, a veces lateral, de 2,5 cm de largo, imbricada,  con flores  en brácteas florales que son más largas que las flores.

## Distribución y hábitat
Se encuentra en Malasia, Borneo, Java y Sumatra en colinas, en los bosques de laurisilva más bajos montanos y bancos de carreteras empinadas de piedra arenisca y  pizarra, en elevaciones entre 150 y 1600 metros.

## Taxonomía
Appendicula carnosa fue descrita por Carl Ludwig Blume y publicado en Bijdragen tot de flora van Nederlandsch Indië 303. 1825.
Etimología
Appendicula: nombre genérico que se refiere a los pequeños apéndices en el labelo.
torta: epíteto latíno que significa "retorcido"
Sinonimia
- Appendicula rhodiola Rchb.f.
- Podochilus tortus (Blume) Schltr.[4][5]